# Наровчатов, Сергей Сергеевич
Серге́й Серге́евич Наровча́тов (3 октября 1919, Хвалынск, Саратовская губерния, РСФСР — 22 июля 1981 или 27 июля 1981, Коктебель, Крымская область) — русский советский поэт, критик и журналист, военный корреспондент. Герой Социалистического Труда (1979). Член ВКП(б) с 1943 года.

## Биография
С. С. Наровчатов родился 3 октября 1919 года в Хвалынске (ныне Саратовская область), детство провёл в Москве, в 1933 году вместе с матерью переехал в Магадан, где в заключении находился его отец, там и окончил среднюю школу № 1 (старейшую в Магадане, ныне — лицей им. Н. К. Крупской).
Окончил Институт философии, литературы и истории (МИФЛИ, 1941) и Литературный институт имени А. М. Горького (1941).
Участник советско-финской и Великой Отечественной войны. С декабря 1941 года военный корреспондент, с августа 1942 года — корреспондент-организатор газеты «Отважный воин» 2-й ударной армии, старший лейтенант, капитан.
С 1971 года секретарь СП СССР и первый секретарь Московского отделения СП РСФСР. В 1972 году защитил кандидатскую диссертацию по теме «Живые традиции советской поэзии». Член Московского горкома КПСС, депутат Верховного Совета РСФСР.
В 1974—1981 годы главный редактор журнала «Новый мир».
22 июля 1981 года Наровчатов умер в Коктебеле (по другим сведениям — в Феодосии) от осложнений диабета, приведших к гангрене ног.

Могила С. С. Наровчатова

Похоронен в Москве на Кунцевском кладбище (10 уч.).

## Семья
Дочь Ольга, внучка Ксения — поэтесса.

## Творчество
Дебютировал в печати в 1935 году стихотворением в газете «Колымская правда».
Первая профессиональная публикация — «Семён Дежнёв» в журнале «Октябрь» в 1941 году.
Тема войны на много лет определила творчество Наровчатова.
За свою жизнь опубликовал более 40 книг: поэзия, проза, литературоведение, критика, публицистика и др.
Первый сборник его стихов «Костёр» вышел в Москве в 1948 году. Затем последовали «Солдаты свободы» (1952), «Взыскательный путник» (1963).
Тема войны оставалась одной из самых важных и в более поздних книгах «Четверть века» (1965), «Через войну» (1968), «Знамя над высотой» (1974), «Боевая молодость» (1975) и в поэме «Фронтовая радуга» (1979).
Другие сборники стихов: «Пёс, девчонка и поэт» (1965), «Полдень» (1969) «Ширь» (1979); поэма «Пролив Екатерины» (1956).
Автор книг: «Необычное литературоведение» (1970), «Атлантида рядом с тобой. Критика, полемика, размышления» (1972), «Мы входим в жизнь: Книга молодости» (1978) и других литературно-критических и публицистических работ.
Наровчатов подписал письмо группы советских писателей в редакцию газеты «Правда» 31 августа 1973 года о Солженицыне и Сахарове.

## Награды и премии
- Герой Социалистического Труда (1979)
- два ордена Ленина (02.07.1971; 02.10.1979)
- орден Отечественной войны II степени (20.4.1945)
- орден Трудового Красного Знамени (28.10.1967)
- орден Красной Звезды (2.10.1944; был представлен к ордену Отечественной войны II степени)
- медаль «За боевые заслуги» (29.10.1943)
- медаль «За оборону Москвы»
- медаль «За оборону Ленинграда»
- медаль «За победу над Германией в Великой Отечественной войне 1941-1945 гг.»
- юбилейные медали
- Государственная премия РСФСР имени М. Горького (1974) — за поэму «Василий Буслаев» (1967)

## Память

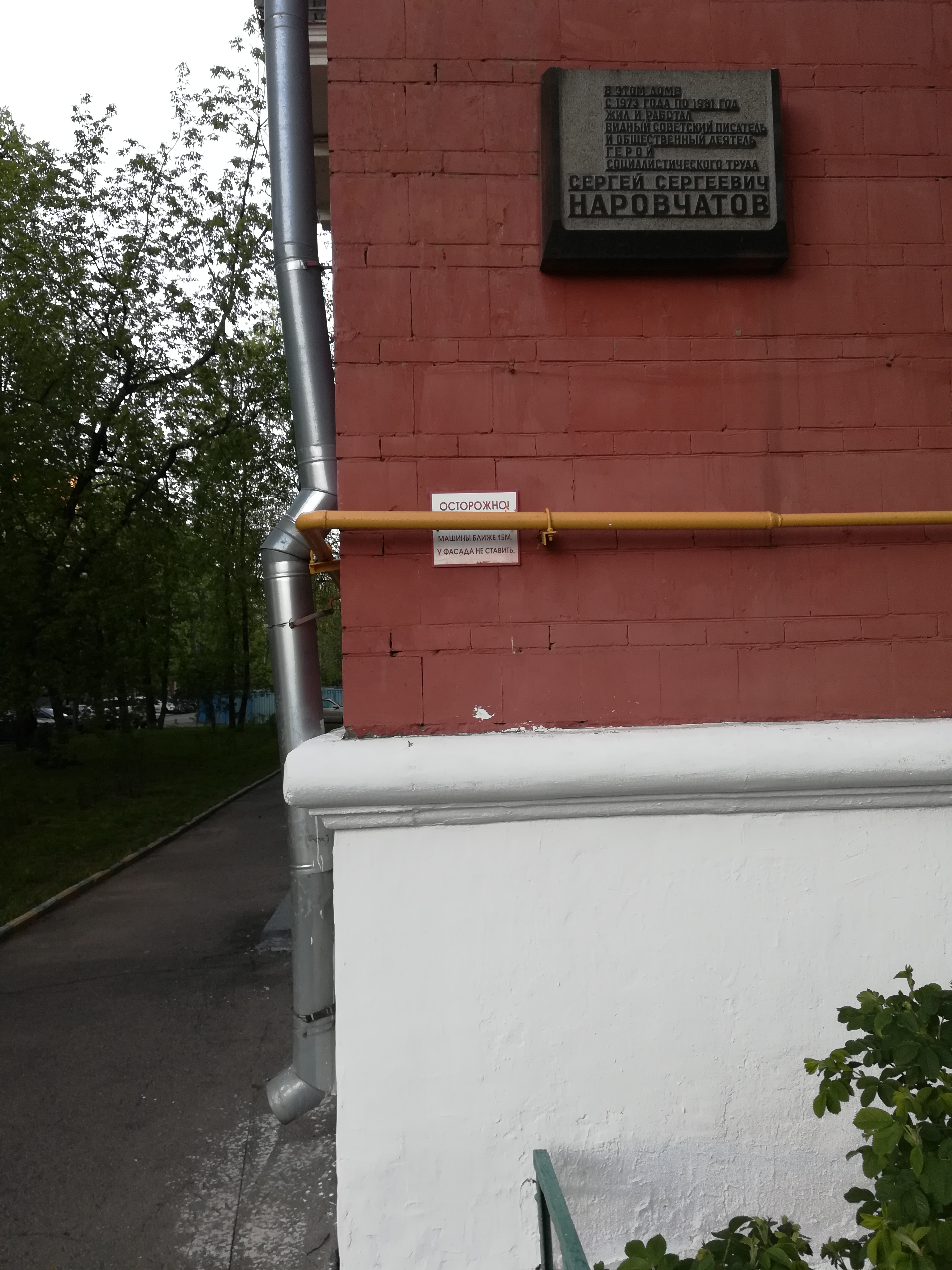
Ул. Строителей, д. 4, корп. 1

В 1982 году 1-й Пролетарский переулок в Магадане переименован в улицу Наровчатова, где на одном из домов в 1992 году установлена мемориальная доска.
В 1984 году в Москве на д. 4, корп. 1 по улице Строителей, где Наровчатов жил с 1973 по 1981 годы, установлена мемориальная доска.

## Архив
В Российском государственном архиве литературы и искусства хранится личный фонд С. С. Наровчатова, который насчитывает 145 единиц хранения за 1926—1983 гг.
Это, прежде всего, рукописи — рабочие тетради 1937—1959 годов, черновые наброски, цельные и разрозненные листы стихотворений, в том числе военных лет, варианты поэмы «Василий Буслаев», переводы стихотворений разных авторов с идиша, азербайджанского и узбекского языков, очерков и статей Сергея Сергеевича, его рецензий, отзывов и предисловий, воспоминания о друзьях детства, юности и об учителях, а также тетради, блокноты и записные книжки поэта.
Также здесь хранятся переписки, биографические документы, фотографии самого Наровчатова и его друзей-литераторов И.Н Крамова, М. В. Кульчицкого, И. Л. Сельвинского, В. В. Полторацкого, М. Л. Луконина и Н. П. Майорова, многие из которых содержат дарственные надписи.

### Собрания сочинений
- Избранные произведения: В 2 т. / Оформ. М. Шлосберга. М.: Худ. лит., 1972.
  - Т. 1: Стихотворения. Поэмы. Статьи о поэзии. 494 с., 1 л. портр.
  - Т. 2: Литературоведение. Воспоминания. 398 с.
- Собрание сочинений: В 3 т. / Предисл. Л. Лавлинского; Оформ. А. Ременника. М.: Худ. лит.
  - Т. 1: Стихотворения, поэмы. 1977. 405 с., 1 л. портр.
  - Т. 2: Необычное литературоведение. 1978. 366 с.
  - Т. 3: Статьи о поэзии. Воспоминания. 1978. 390 с.
- Стихотворения и поэмы / Вступ. ст. А. Урбана; Сост., подгот. текста и примеч. Р. Помирчего; [Предисл. авт.]. Л.: Сов. писатель, 1985. 463 с, 3 л. портр. (Б-ка поэта. Большая сер.).
- Избранные произведения: В 2 т. / Предисл. авт.; Сост. и подгот. текста Н. Крюкова; Оформ. А. Анно. М.: Худ. лит., 1988.
  - Т. 1: Стихотворения. Поэмы. 430, [1] с.
  - Т. 2: Рассказы. Очерки. Статьи о литературе. Воспоминания о писателях. 637, [2] с.

### Поэзия
- Костёр / [Ред. Н. Тихонов; Худ. Р. Житков]. М.: Моск. рабочий, 1948. — 122 с.: ил.
- Солдаты свободы / Под общ. ред. Н. тихонова; Оформ. Н. Долгорукова; грав. Н. Побединской. [М.]: Мол. гвардия, 1952. — 56 с.
- Горькая любовь: Стихи / [Послесл. В. Сякина; Худ. Г. Дмитриев]. [М.]: Мол. гвардия, 1957. — 135 с.: ил.
- Северные звезды: Стихи / Под ред. Вл. Луговского; [Худ. В. Антощенко]. Магадан: Кн. изд-во, 1957. — 92 с.
- Стихи [и поэма «Василий Буслаев» / Ред. В. Субботин]. М.: Сов. писатель, 1960. — 223 с.
- Стихи / Оформ. В. Добера. М.: Гослитиздат, 1962. — 275 с., 1 л. портр.
- Взыскательный путник: Кн. стихов / Худ. А. Мануилов. М.: Сов. Россия, 1963. — 134 с.: ил.
- [Избранная лирика / Предисл. В. Карпеко]. [М.]: Мол. гвардия, 1964. — 29 с.
- Пёс, девчонка и поэт: Стихи. М.: Правда, 1965. — 32 с.
- Стихи / [Предисл. авт.]. М.: Худ. лит., 1965. — 255 с., 1 л. портр.
- Четверть века: Стихи. [М.]: Мол. гвардия, 1965. 168 с., 1 л. портр.
- В грозу / [Худ. Н. Абакумов]. [М.: Воениздат, 1966]. — 47 с.: ил., портр.
- Поэмы / [Предисл. Е. Винокурова; Худ. В. Кочупалов и А. Кочупалов]. [Магадан: Кн. изд.], 1967. — 71 с.: ил., портр.
- Зелёные дворы: Стихи. М.: Правда, 1968. — 31 с.
- Избранное: Стихотворения, поэмы / Худ. В. Кульков. М.: Худ. лит., 1968. — 355 с.: ил., 1 л. портр.
- Через войну: Стихи / [Предисл. Н. Тихонова]. М.: Воениздат, 1968. — 231 с.
- Полдень: Избр. стихи / Худ. В. Локшин. М.: Сов. писатель, 1969. — 232 с.: ил.
- Узор на клинке / [Предисл. И Гринберга]; Рис. Ю. Жигалова. М.: Дет. лит., 1971. — 191 с.: ил., портр.
- Дальний путь: Стихи и поэмы / [Предисл. авт.; Худ. М. Ромадин]. М.: Современник, 1973. — 327 с.: ил.
- Знамя над высотой: Стихотворения и поэмы / [Худ. Е. Дорон]. М.: Воениздат, 1974. — 350 с.: ил., 1 л. портр.
- Боевая молодость: Стихотворения. Поэма / [Худ. А. Бобров]. М.: Мол. гвардия, 1975. — 239 с.: ил.
- Стихотворения и поэма / [Предисл. авт.]. М.: Моск. рабочий, 1975. — 304 с.: портр.
- Василий Буслаев: Поэма. — М.: Советская Россия, 1976. — 80 с.: портр. — 50 000 экз. (Государственная премия РСФСР имени М. Горького)
  - То же / [Худ. Б. Мокин]. М.: Современник, 1978. — 62 с.: ил.
  - То же / Худ. В. Кочупалов. М.: Дет. лит., 1980. — 94 с.: ил.
- Избранное = Selected Verse / [Предисл. авт. на англ. яз.]; Пер. с рус. Т. Боттинга; Оформ. А. Семёнова. М.: Прогресс, 1979. 181 с. Текст парал.: рус., англ.
- Ширь: Стихи и поэма / Худ. В. Локшин. М.: Сов. писатель, 1979. — 159 с.: ил., портр.
- Избранное: Стихотворения, поэмы / [Предисл. авт.]; Оформ. М. Шевцова. М.: Худ. лит., 1980. — 494 с., 1 л. портр.
- Стихотворения. Поэмы / Сост. О. Наровчатова; [Предисл. авт.]; Худ. С. Данилов. М.: Сов. Россия, 1983. — 206 с.

### Проза
- Лирика Лермонтова: Заметки поэта. М.: Худ. лит., 1964. 129 с.
  - То же / Оформ. И. Васильевой. Изд. 2-е. М.: Худ. лит., 1970. 103 с.
- Поэзия в движении: Статьи. М.: Сов. писатель, 1966. 247 с.: ил.
- Необычное литературоведение / Худ. Н. Гришин. [М.]: Мол. гвардия, 1970. 336 с.: ил.
  - То же / Худ. А. Колли, И. Чураков. 2-е изд., доп. М.: Мол. гвардия, 1973. 396 с., 40 л. ил.: ил.
  - То же / Оформ. И. Сальниковой. 3-е изд. М.: Дет. лит., 1981. 366 с.
- Атлантида рядом с тобой: Критика, полемика, размышления. [М.: Современник, 1972]. 350 с.: портр.
- Живая река: Литературоведение и критика. М.: Сов. Россия, 1974. 156 с.
- Берега времени: [Стихи, рецензии]. М.: Современник, 1976. 301 с.: портр.
- Мы входим в жизнь: Кн. молодости / [Худ. Д. Шимилис]. М.: Сов. писатель, 1978. 255 с.: портр.
  - То же. 2-е изд. М.: Сов. писатель, 1980. 287 с.: портр.
- Абсолют. М.: Правда, 1981. 48 с.
- «И бысть сеча велика…»: Ист. рассказ / Рис. И. Непомнящего; Оформ. А. Ганнушкина. М.: Дет. лит., 1982. 78 с.: ил.